# Tom Cruise
Tom Cruise (teljes nevén Thomas Cruise Mapother IV (Syracuse, New York,       1962. július 3. –) többszörös Golden Globe-díjas színész és filmproducer. 
A legsikeresebb hollywoodi filmsztárok között tartják számon, és ő az egyetlen színész, akinek az életrajzában hét egymást követő 100 millió dollárt meghaladó bevételű film található.
Első fontosabb szerepe az 1983-as Kockázatos üzlet (Risky Business) című filmben volt. Ettől kezdve sok A-kategóriás film főszereplőjeként vált Hollywood-szerte ismertté.

## Karrier

### Produceri tevékenység
Tom Cruise és Paula Wagner producer alapította a Cruise/Wagner Productionst, ami 1996-tól nyolc Cruise-filmet gyártott. Az 1996-os Mission: Impossible volt a színész első produceri munkája.
2006-ban a Paramount közölte, hogy megszakítja 14 éves együttműködését a Cruise/Wagner Productionsszel. A Paramountot tulajdonló Viacom elnöke szerint az együttműködés megszűnését Cruise rossz visszhangú nyilvános szereplései okozták. Még abban az évben Cruise és Wagner bejelentették, hogy átveszik a United Artistst, ahol Cruise színészként és producerként, Wagner pedig ügyvezető igazgatóként fog dolgozni. Első munkájuk ezen felállásban a Gyávák és hősök volt, 2007-ben.

### Népszerűsége
1990-ben, 1991-ben és 1997-ben a People magazin a világ legcsodálatosabb 50 embere közé választotta. 1995-ben az Empire magazin a történelem 100 legszexisebb filmcsillaga közé sorolta. Két évvel később pedig minden idők öt legnagyobb filmsztárja közé. 2002-ben és 2003-ban a Premiere magazin a 100 legbefolyásosabb ember listáján az első 20 közé, 2006-ban pedig Hollywood legbefolyásosabb színészének választotta, és a 2006-os lista 13. helyezettje lett, a Befolyás listán legjobban szereplő színész.
2006-ban a Forbes magazin által publikált A 100 híresség listáján Cruise került legfelülre. A listát a 2005-ös és 2006-os évek jövedelmeiből, a Google web-hivatkozásainak számából, nyomtatott sajtóban, televízióban és rádióban történt megjelenéséből, valamint a 26 legnagyobb példányszámú magazinban történt megjelenésből generálták.

## Magánélete
Az 1980-as évek első felében Rebecca De Mornay-val élt párkapcsolatban, de Cher is többször elejtette, hogy együtt jártak az évtized közepén.
Cruise háromszor házasodott meg és három gyermeke van, két örökbefogadott és egy vér szerinti.
1987. május 9-én Cruise feleségül vette Mimi Rogers színésznőt, akitől 1990. február 4-én vált el. Sokak szerint ő ismertette meg a szcientológiával a sztárt.
Cruise 1990-ben a Mint a villám forgatásán ismerkedett meg leendő második feleségével, Nicole Kidmannel, az esküvőjük 1990. december 24-én volt. Kidmannel két gyermeket fogadtak örökbe, Isabella Jane-t és Conor Antonyt. Amikor elváltak, Nicole Kidman 3 hónapos terhes volt, de később elvetélt.
2001-től 2004-ig a spanyol származású színésznővel, Penélope Cruzszal élt együtt.
Harmadik feleségével, Katie Holmesszal 2006-ban házasodtak össze Olaszországban. Katie-től még ugyanebben az évben lánya született, Suri Cruise. 2012 júniusában Katie beadta a válókeresetet Tom ellen, gyermekelhelyezést is kérve, mivel az apa a kislányukat szcientológus iskolahajóra akarta küldeni több évre. 2012. július 9-én elváltak.
David Miscavige-et, a szcientológia egyház vezetőjét tartják Tom Cruise legjobb barátjának. Ő volt Cruise tanúja Tom és Katie olaszországi esküvőjén. Lawrence Wright, a The New Yorker magazin újságírója könyvet írt Cruise a szcientológiai egyházon belüli szerepéről, amiben többek közt azt állítja, hogy a színész a harmadik legfontosabb személy az egyházban, és hogy feladata a Föld megmentése az idegenek inváziójától.

## Filmográfia

### Film

#### Filmproducer
‡ – Vezető filmproducer
| Év   | Magyar cím                               | Eredeti cím                               | Rendező                   |
| ---- | ---------------------------------------- | ----------------------------------------- | ------------------------- |
| 1996 | Mission: Impossible                      | Mission: Impossible                       | Brian De Palma            |
| 1998 | Korlátok nélkül                          | Without Limits                            | Robert Towne (1)          |
| 2000 | Mission: Impossible 2.                   | Mission: Impossible II                    | John Woo                  |
| 2001 | Vanília égbolt                           | Vanilla Sky                               | Cameron Crowe (1)         |
| 2001 | Más világ ‡                              | The Others                                | Alejandro Amenábar        |
| 2002 | Narkó ‡                                  | Narc                                      | Joe Carnahan              |
| 2003 | A hazugsággyáros ‡                       | Shattered Glass                           | Billy Ray                 |
| 2003 | Az utolsó szamuráj                       | The Last Samurai                          | Edward Zwick (1)          |
| 2004 | Collateral – A halál záloga              | Collateral                                | Michael Mann              |
| 2005 | Elizabethtown                            | Elizabethtown                             | Cameron Crowe (2)         |
| 2006 | Kárhozott szeretők                       | Ask the Dust                              | Robert Towne (2)          |
| 2006 | Mission: Impossible III                  | Mission: Impossible III                   | J. J. Abrams              |
| 2007 | Gyávák és hősök                          | Lions for Lambs                           | Robert Redford            |
| 2008 | Trópusi vihar                            | Tropic Thunder                            | Ben Stiller               |
| 2011 | Mission: Impossible – Fantom protokoll   | Mission: Impossible – Ghost Protocol      | Brad Bird                 |
| 2012 | Jack Reacher                             | Jack Reacher                              | Christopher McQuarrie (1) |
| 2015 | Mission: Impossible – Titkos nemzet      | Mission: Impossible – Rogue Nation        | Christopher McQuarrie (2) |
| 2016 | Jack Reacher: Nincs visszaút             | Jack Reacher: Never Go Back               | Edward Zwick (2)          |
| 2018 | Mission: Impossible – Utóhatás           | Mission: Impossible – Fallout             | Christopher McQuarrie (3) |
| 2022 | Top Gun: Maverick                        | Top Gun: Maverick                         | Joseph Kosinski (1)       |
| 2023 | Mission: Impossible – Leszámolás         | Mission: Impossible – Dead Reckoning      | Christopher McQuarrie (4) |
| 2025 | Mission: Impossible – A végső leszámolás | Mission: Impossible – The Final Reckoning | Christopher McQuarrie (5) |

#### Filmszínész
| Év   | Magyar cím                                | Eredeti cím                               | Szerep                            | Magyar hang    | Rendező                   |
| ---- | ----------------------------------------- | ----------------------------------------- | --------------------------------- | -------------- | ------------------------- |
| 1981 | Végtelen szerelem                         | Endless Love                              | Billy                             | Rékasi Károly  | Franco Zeffirelli         |
| 1981 | Takarodó                                  | Taps                                      | David Shawn                       | Bolba Tamás    | Harold Becker             |
| 1983 | A kívülállók                              | The Outsiders                             | Steve Randle                      | Kováts Dániel  | Francis Ford Coppola      |
| 1983 | A kívülállók                              | The Outsiders                             | Steve Randle                      | Baráth István  | Francis Ford Coppola      |
| 1983 | Szerelemben vesztes                       | Losin' It                                 | Woody                             | Miller Zoltán  | Curtis Hanson             |
| 1983 | Kockázatos üzlet                          | Risky Business                            | Joel Goodson                      | Bor Zoltán     | Paul Brickman             |
| 1983 | Kockázatos üzlet                          | Risky Business                            | Joel Goodson                      | Kaszás Gergő   | Paul Brickman             |
| 1983 | Tökéletes mozdulatok                      | All the Right Moves                       | Stefen "Stef" Djordjevic          | Tokaji Csaba   | Michael Chapman           |
| 1985 | Legenda                                   | Legend                                    | Jack O' The Green                 | Rudolf Péter   | Ridley Scott              |
| 1986 | Top Gun                                   | Top Gun                                   | Pete "Maverick" Mitchell hadnagy  | Kautzky Armand | Tony Scott (1)            |
| 1986 | A pénz színe                              | The Color of Money                        | Vincent Lauria                    | Boros Zoltán   | Martin Scorsese           |
| 1988 | Koktél                                    | Cocktail                                  | Brian Flanagan                    | Kautzky Armand | Roger Donaldson           |
| 1988 | Esőember                                  | Rain Man                                  | Charlie Babbitt                   | Rudolf Péter   | Barry Levinson            |
| 1989 | Született július 4-én                     | Born on the Fourth of July                | Ron Kovic                         | Rátóti Zoltán  | Oliver Stone              |
| 1989 | Született július 4-én                     | Born on the Fourth of July                | Ron Kovic                         | Kautzky Armand | Oliver Stone              |
| 1990 | Mint a villám                             | Days of Thunder                           | Cole Trickle                      | Kautzky Armand | Tony Scott (2)            |
| 1992 | Túl az Óperencián                         | Far and Away                              | Joseph Donnelly                   | Boros Zoltán   | Ron Howard                |
| 1992 | Egy becsületbeli ügy                      | A Few Good Men                            | Daniel Kaffee hadnagy             | Kautzky Armand | Rob Reiner                |
| 1993 | A cég                                     | The Firm                                  | Mitch McDeere                     | Kautzky Armand | Sydney Pollack            |
| 1994 | Interjú a vámpírral                       | Interview with the Vampire                | Lestat de Lioncourt               | Rátóti Zoltán  | Neil Jordan               |
| 1996 | Mission: Impossible                       | Mission: Impossible                       | Ethan Hunt                        | Rékasi Károly  | Brian De Palma            |
| 1996 | Jerry Maguire – A nagy hátraarc           | Jerry Maguire                             | Jerry Maguire                     | Stohl András   | Cameron Crowe (1)         |
| 1999 | Tágra zárt szemek                         | Eyes Wide Shut                            | Bill Harford                      |                | Stanley Kubrick           |
| 1999 | Magnólia                                  | Magnolia                                  | Frank T.J. Mackey                 | Kautzky Armand | Paul Thomas Anderson      |
| 2000 | Mission: Impossible 2.                    | Mission: Impossible II                    | Ethan Hunt                        | Rékasi Károly  | John Woo                  |
| 2001 | Stanley Kubrick: Egy élet a film tükrében | Stanley Kubrick: A Life in Pictures       | önmaga (narrátor)                 |                | Jan Harlan                |
| 2001 | Vanília égbolt                            | Vanilla Sky                               | David Aames                       | Kautzky Armand | Cameron Crowe (2)         |
| 2002 | Űrállomás 3D                              | Space Station 3D                          | narrátor                          |                | Toni Myers                |
| 2002 | Különvélemény                             | Minority Report                           | John Anderton                     | Rékasi Károly  | Steven Spielberg (1)      |
| 2002 | Austin Powers – Aranyszerszám             | Austin Powers in Goldmember               | önmaga (cameo)                    | Kautzky Armand | Jay Roach                 |
| 2003 | Az utolsó szamuráj                        | The Last Samurai                          | Nathan Algren                     | Rékasi Károly  | Edward Zwick (1)          |
| 2004 | Collateral – A halál záloga               | Collateral                                | Vincent                           | Rékasi Károly  | Michael Mann              |
| 2005 | Világok harca                             | War of the Worlds                         | Ray Ferrier                       | Rékasi Károly  | Steven Spielberg (2)      |
| 2006 | Mission: Impossible III                   | Mission: Impossible III                   | Ethan Hunt                        | Rékasi Károly  | J. J. Abrams              |
| 2007 | Gyávák és hősök                           | Lions for Lambs                           | Jasper Irving szenátor            | Rékasi Károly  | Robert Redford            |
| 2008 | Trópusi vihar                             | Tropic Thunder                            | Les Grossman                      | Epres Attila   | Ben Stiller               |
| 2008 | Valkűr                                    | Valkyrie                                  | Claus Schenk von Stauffenberg     | Rékasi Károly  | Bryan Singer              |
| 2010 | Kéjjel-nappal                             | Knight & Day                              | Roy Miller                        | Rékasi Károly  | James Mangold             |
| 2011 | Mission: Impossible – Fantom protokoll    | Mission: Impossible – Ghost Protocol      | Ethan Hunt                        | Rékasi Károly  | Brad Bird                 |
| 2012 | Mindörökké Rock                           | Rock Of Ages                              | Stacee Jaxx                       | Rékasi Károly  | Adam Shankman             |
| 2012 | Jack Reacher                              | Jack Reacher                              | Jack Reacher                      | Rékasi Károly  | Christopher McQuarrie (1) |
| 2013 | Feledés                                   | Oblivion                                  | Jack Harper                       | Rékasi Károly  | Joseph Kosinski (1)       |
| 2014 | A holnap határa                           | Edge of Tomorrow                          | William Cage őrnagy               | Rékasi Károly  | Doug Liman (1)            |
| 2015 | Mission: Impossible – Titkos nemzet       | Mission: Impossible – Rogue Nation        | Ethan Hunt                        | Széles Tamás   | Christopher McQuarrie (2) |
| 2016 | Jack Reacher: Nincs visszaút              | Jack Reacher: Never Go Back               | Jack Reacher                      | Rékasi Károly  | Edward Zwick (2)          |
| 2017 | A múmia                                   | The Mummy                                 | Nick Morton                       | Rékasi Károly  | Alex Kurtzman             |
| 2017 | Barry Seal: A beszállító                  | American Made                             | Barry Seal                        | Rékasi Károly  | Doug Liman (2)            |
| 2018 | Mission: Impossible – Utóhatás            | Mission: Impossible – Fallout             | Ethan Hunt                        | Rékasi Károly  | Christopher McQuarrie (3) |
| 2022 | Top Gun: Maverick                         | Top Gun: Maverick                         | Pete "Maverick" Mitchell százados | Rékasi Károly  | Joseph Kosinski (2)       |
| 2023 | Mission: Impossible – Leszámolás          | Mission: Impossible – Dead Reckoning      | Ethan Hunt                        | Rékasi Károly  | Christopher McQuarrie (4) |
| 2025 | Mission: Impossible – A végső leszámolás  | Mission: Impossible – The Final Reckoning | Ethan Hunt                        | Rékasi Károly  | Christopher McQuarrie (5) |
| –    | –                                         | Broadsword                                | –                                 | –              | Christopher McQuarrie (6) |

### Televízió

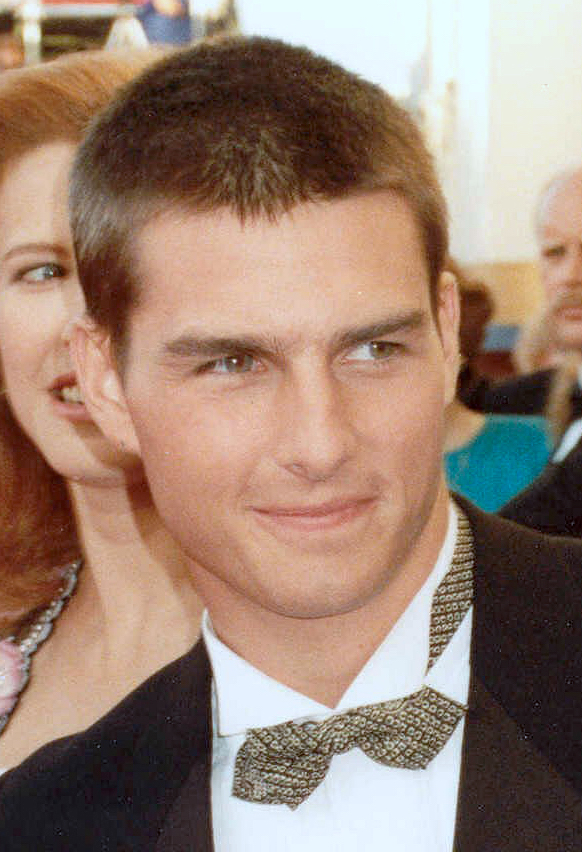
Cruise a 61. Oscar-gálán (1989), mögötte első felesége, Mimi Rogers színésznő

| Év   | Magyar cím      | Eredeti cím   | Szerep       | Megjegyzések       |
| ---- | --------------- | ------------- | ------------ | ------------------ |
| 1993 | Bukott angyalok | Fallen Angels | nem szerepel | rendező (1 epizód) |
| 2010 | Csúcsmodellek   | Top Gear      | önmaga       | 1 epizód           |

## Megjelenése a popkultúrában
Bret Easton Ellis Amerikai psycho című 1991-es regényében a főszereplő, Patrick Bateman szomszédjaként tűnik fel.

## Díjak és jelölések

### Díjak

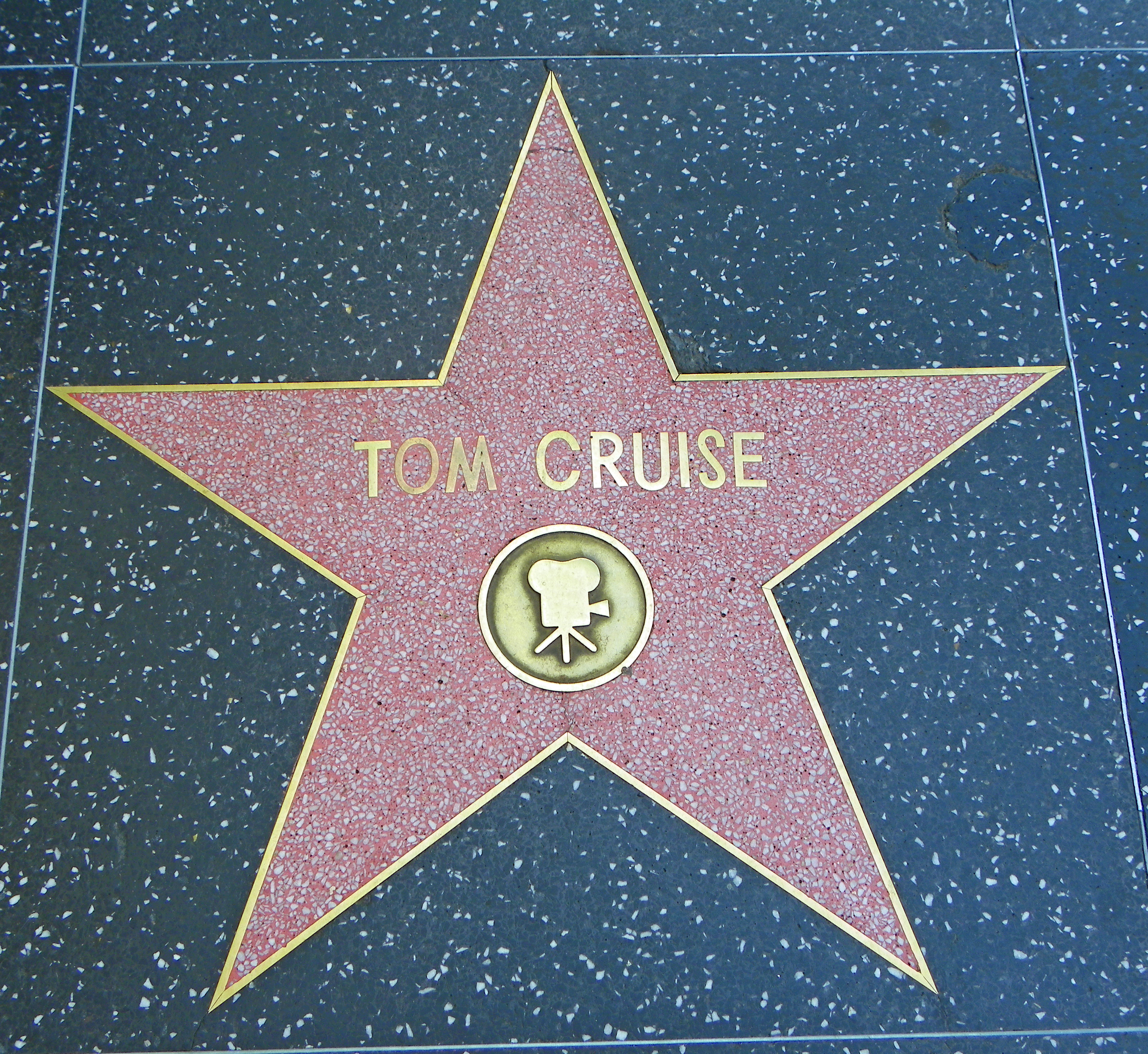
Tom Cruise csillaga a Hollywood Walk of Fame-n

- 2022: 75. cannes-i fesztivál – Tiszteletbeli Arany Pálma[15]
- 2000: Golden Globe-díj – a legjobb férfi mellékszereplő (Magnólia)
- 1997: Golden Globe-díj – a legjobb férfi főszereplő (Jerry Maguire – A nagy hátraarc)
- 1995: Arany Málna díj – a legrosszabb páros (Interjú a vámpírral)
- 1990: Golden Globe-díj – a legjobb férfi főszereplő (Született július 4-én)

### Jelölések
- 2023: Oscar-jelölés – a legjobb filmnek (Top Gun: Maverick)
- 2009: Golden Globe-jelölés – a legjobb férfi mellékszereplő (Trópusi vihar)
- 2006: Arany Málna-jelölés – a legrosszabb színész (Világok harca)
- 2004: Golden Globe-jelölés – a legjobb férfi főszereplő (Az utolsó szamuráj)
- 2000: Oscar-jelölés – a legjobb férfi mellékszereplő (Magnólia)
- 1997: Oscar-jelölés – a legjobb férfi főszereplő (Jerry Maguire – A nagy hátraarc)
- 1993: Golden Globe-jelölés – a legjobb férfi főszereplő (Egy becsületbeli ügy)
- 1991: BAFTA-jelölés – a legjobb férfi főszereplő (Született július 4-én)
- 1990: Oscar-jelölés – a legjobb férfi főszereplő (Született július 4-én)
- 1989: Arany Málna-jelölés – a legrosszabb színész (Koktél)
- 1984: Golden Globe-jelölés – a legjobb férfi főszereplő (Kockázatos üzlet)

## Jövedelme
- $100 000 000 – a fix összeg helyett 20% részesedés a bevételekből (Világok harca)
- $25 000 000 + bevételi részesedés (Az utolsó szamuráj)
- $25 000 000 + bevételi részesedés (Különvélemény)
- $25 000 000 + bevételi részesedés (Vanília égbolt)
- $75 000 000 bevételi részesedésként (Mission: Impossible II)
- $70 000 000 bevételi részesedésként (Mission: Impossible)
- $20 000 000 (Tágra zárt szemek)
- $20 000 000 + 15% bevételi részesedés (Jerry Maguire)
- $15 000 000 (Interjú a vámpírral)
- $13 000 000 (Túl az Óperencián)
- $2 000 000 (Top Gun)